# Orthia paradoxa
Orthia paradoxa är en fjärilsart som beskrevs av Herrich-Schäffer 1835. Orthia paradoxa ingår i släktet Orthia och familjen nattflyn. Inga underarter finns listade i Catalogue of Life.